# هوغو نوفوا
هوغو نوفوا (بالإسبانية: Hugo Novoa) هو لاعب كرة قدم إسباني في مركز الهجوم، ولد في 24 يناير 2003 في Bertamiráns ‏ في إسبانيا.

## وصلات خارجية
- هوغو نوفوا على موقع قاعدة بيانات كرة القدم.إي يو (الإنجليزية)
- هوغو نوفوا على موقع ليكيب (الفرنسية)
- هوغو نوفوا على موقع Soccerbase.com (لاعب) (الإنجليزية)
- هوغو نوفوا على موقع Soccerway.com (الإنجليزية)
- هوغو نوفوا على موقع عالم كرة القدم.نت (الإنجليزية)